# Liste von Sprengstoffanschlägen im Jahr 2023
Die Liste von Sprengstoffanschlägen im Jahr 2023 erfasst Anschläge mit Sprengladungen und anderen Spreng- und Brandvorrichtungen gegen Einrichtungen und Ansammlungen von Menschen, die im Jahr 2023 passierten. Zu den Formen zählen unter anderem Auto- und Rucksackbomben. Siehe auch Liste von Anschlägen auf Verkehrsflugzeuge.

## Liste
| Datum    | Ereignis                                                                | Ort               | Staat                        | Tote     | Verletzte | Anmerkung, Quellen |
| -------- | ----------------------------------------------------------------------- | ----------------- | ---------------------------- | -------- | --------- | ------------------ |
| 4. Jan.  | Anschlag mit 2 Autobomben auf Regierungsbeamte, Markt und Zivilisten    | Hiiraan           | Somalia                      | 35       |           | [ 1 ]              |
| 6. Jan.  | Selbstmordattentat mit Autobombe und Schusswaffen auf Militärstützpunkt | Shabeellaha Dhexe | Somalia                      | 20       |           | [ 2 ]              |
| 11. Jan. | Selbstmordattentat auf das Außenministerium                             | Kabul             | Afghanistan                  | 20 (+1)  | 40        | [ 3 ] [ 4 ]        |
| 14. Jan. | Selbstmordattentat mit Autobombe auf Polizeistation                     | Buulobarde        | Somalia                      | 11 (+1)  | 50+       | [ 5 ]              |
| 15. Jan. | Sprengstoffanschlag auf Kirche                                          | Nord-Kivu         | Demokratische Republik Kongo | 17       | 39        | [ 6 ] [ 7 ]        |
| 30. Jan. | Anschlag in Peschawar 2023                                              | Peschawar         | Pakistan                     | 83 (+1)  | 220+      | [ 8 ] [ 9 ]        |
| 11. Feb. | Selbstmordattentat auf Militärfahrzeug                                  | Nordwasiristan    | Pakistan                     | 3 (+1)   | 20        | [ 10 ]             |
| 11. Feb. | Sprengstoffanschlag auf Wladlen Tatarski                                | Sankt Petersburg  | Russland                     | 1        | 42        | [ 11 ]             |
| 11. Mai  | Explosion in Ratingen                                                   | Ratingen          | Deutschland                  | 0        | 9 (+1)    |                    |
| 8. Jun.  | Sprengstoffanschlag auf Beerdigung                                      | Faizabad          | Afghanistan                  | 11       | 30        | [ 12 ]             |
| 24. Jul. | Selbstmordattentat auf Militärakademie                                  | Mogadischu        | Somalia                      | ~25 (+1) | ~60       | [ 13 ] [ 14 ]      |
| 27. Jul. | Anschlag mit Autobombe auf den Schrein Zainab bint Alis                 | Rif Dimaschq      | Syrien                       | 6        | 20        | [ 15 ]             |
| 30. Jul. | Selbstmordattentat auf Kundgebung                                       | Khar              | Pakistan                     | 56 (+1)  | 200       | [ 16 ]             |
| 9. Sep.  | Raketenangriff auf Flussschiff                                          | Gao               | Mali                         | 49+      |           | [ 17 ]             |
| 23. Sep. | Anschlag mit Autobombe auf Geschäfte und Zivilisten                     | Beledweyne        | Somalia                      | 18       | 40        | [ 18 ]             |
| 29. Sep. | Selbstmordattentat auf Maulid an-Nabī-Prozession                        | Mastung           | Pakistan                     | 55 (+1)  | 50-70     | [ 19 ]             |
| 2. Okt.  | Selbstmordattentat mit Autobomben und Sprengsätzen auf Soldaten         | Tabatoul          | Niger                        | 29 (+20) | 2         | [ 20 ] [ 21 ]      |
| 5. Okt.  | Drohnenangriff auf die Militärakademie in Homs                          | Homs              | Syrien                       | 125      | 277       | [ 22 ]             |
| 7. Okt.  | Massaker von Reʿim                                                      | Reʿim             | Israel                       | 270+     |           | [ 23 ]             |
| 29. Okt. | Sprengstoffanschlag auf Kongresszentrum der Zeugen Jehovas              | Ernakulam         | Indien                       | 3        | 50        | [ 24 ]             |
| 3. Nov.  | Anschlag mit Motorradbombe auf Polizeibus                               | Dera Ismail Khan  | Pakistan                     | 5        | 20        | [ 25 ]             |